# ان‌جی‌سی ۴۷۵
ان‌جی‌سی ۴۷۵ (انگلیسی: NGC 475) یک کهکشان عدسی شکل در صورت فلکی ماهی است که تقریباً ۷۵۰ میلیون سال نوری از زمین فاصله دارد و قطر آن تقریباً ۱۲۵ هزار سال نوری است. کهکشان NGC 475 در ۳ نوامبر ۱۸۶۴ توسط ستاره‌شناس آلمانی آلبرت مارت کشف شد.